# Burquina Fasso nos Jogos Olímpicos de Verão de 2016
Burquina Fasso participou dos Jogos Olímpicos de Verão de 2016, que foram realizados na cidade do Rio de Janeiro, no Brasil, de 5 de agosto até 21 de agosto de 2016.